# يطروفة رمادية
يطروفة رمادية (الاسم العلمي:Jatropha cinerea) هي نوع من النباتات تتبع جنس اليطروفة من الفصيلة الفربيونية.